# 杨莉娜
杨莉娜（1994年4月13日—），上海人，中国女子足球运动员，中国国家女子足球队成员，上海盛丽足球俱乐部球员，現被外借到意大利女子足球甲级联赛拉齐奥队。
杨莉娜曾代表中国参加2018年亚洲运动会女子足球比赛，她在全部六场比赛都有上场，最终队伍获得亚军。2018年10月6日晚，在永川四国赛中国2 - 1战胜芬兰的比赛中，第24分钟打入扳平一球，也是其国家队首球。她隨隊獲得2022年女足亞洲杯冠軍。
2022年，杨莉娜被外借至巴黎圣日耳曼足球俱乐部女子队。
2024年9月，上海盛丽足球俱乐部官方公告，杨莉娜租借加盟意甲拉齐奥女足，身披8号球衣。